# 法外处决

这幅画是弗朗西斯科·戈雅的《1808年5月3日的枪杀》，描绘1808年马德里“五月二日起义”后，法国军队对西班牙人的草率处决场景。

法外处决，又称法外执行、非法杀害，是指在未经司法程序赋予合法权力的情况下的故意杀人行为。该术语通常指政府当局——无论是合法还是非法——将特定人员作为目标予以杀害，在专制政权中，这类目标往往包括政治人物、工会成员、持不同政见者、宗教或社会人士。这个术语通常用于暗示受害者的人权遭到侵犯的情境。因合法警察执法（如自卫）或战争中合法战斗行为导致的死亡一般不包含在内，尽管军队和警察力量常被用于执行一些批评者认为不合法的杀戮行为。“法外处决”一词也用于指称由非政府行为者以有组织的致命手段执行非法社会规范的行为，例如私刑或名誉杀人。